# معادلة فينسك

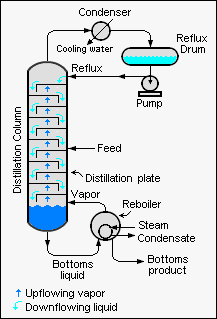
برج تقطير :التقطير بإعادة السريان reflux الكلي.

معادلة فينسك (بالإنجليزية: Fenske equation) في الكيمياء وهي تختص بالتقطير الجزئي المستمر حيث تقوم بحساب أقل عدد للطوابق اللازمة لفصل مخلوط ثنائي في برج التقطير.
وقد قام ميريل فينسك  عام 1932 بصياغة معادلته 
,
حيث كان أستاذا يرأس قسم الهندسة الكيميائية في جامعة بنسلفانيا من 1959 حتى 1969. كما توجد للمعادلة عدة صياغات أخرى.

{\displaystyle \ N={\frac {\log \,{\bigg [}{\Big (}{\frac {X_{d}}{1-X_{d}}}{\Big )}{\Big (}{\frac {1-X_{b}}{X_{b}}}{\Big )}{\bigg ]}}{\log \,\alpha _{avg}}}}
| حيث:                          |                                                      |
| {\displaystyle N}             | = أقل عدد للطوابق والتي يشكل منها السخان أحد طوابقها |
| {\displaystyle X_{d}}         | = جزء مولي للمكونات الأكثر طيارة في أعلى البرج       |
| {\displaystyle X_{b}}         | = الجزء المولى للمكونات الأكثر طيارة في القاع        |
| {\displaystyle \alpha _{avg}} | = متوسط معدل التطاير                                 |

ولتسهيل الصياغة يُرمز للمواد الطيارة (light key (LK والإقل طيارة (heavy key (HK على الترتيب.
إذا كانت نسبة تطاير المواد الطيارة إلى المواد الأقل تطايرا ثابتة من أعلى البرج إلى أسفله، يصبح {\displaystyle \alpha _{avg.}} مساوية ل {\displaystyle \alpha }. وإذا كانت نسبة التطاير ليست ثابتة بين أعلى البرج وأسفله، فيمكن اختصار المعادلة إلى الصورة المقربة:
{\displaystyle \alpha _{avg.}={\sqrt {(\alpha _{t})(\alpha _{b})}}}
| حيث:                        | |
| {\displaystyle \alpha _{t}} | = معدل التطاير النسبي للسائل الخفيف التطاير light keyإلى معدل تطاير السائل الثقيل التطاير light key في أعلى البرج |
| {\displaystyle \alpha _{b}} | = معدل التطاير النسبي للسائل الخفيف التطاير إلى معدل تطاير السائل الثقيل التطاير في قاع البرج.                    |

## تقطير مخلوط أكثر من سائلين
عند تقطير مخلوط يحتوي على أكثر من سائلين إثنين فقد يوجد فرق كبير بين تطاير السوائل الخفيفة التطاير إلى معدل طاير السوائل الثقيلة. في هذه الحالة تجمّع السوائل الخفيفة التطاير في مجموعة وتبسط خصائصها على أساس أجزائها المولية وتعامل كسائل خفيف. وكذلك تجمع السوائل الثقيلة التطير في مجموعة وعامل برمتها كائل ثقيل التطاير.
وثانيا، في الأبراج التي تكون فيها نقطة الفقاقيع في أعلى البرج أقل من نقطة الفقاقيع في قاع البرج، فلا يمكن في هذه الحالة اعتبار أن معدل التطاير النسبي متساو عبر البرج من أسفله إلى أعلى، وبالتالي لا يصح أخد متوسط alpha_t وalpha_b. وتلك هي الحالة المسماة «حالة الاستقرار» في برج لتسهيل فصل الجزء الباقي من السوائل الخفيفة بواسطة خزان تفريغ هوائي (خلخلة). ولكن في مثل تلك الحالات يعمل الفرق الكبير في معدل التطاير على تسهيل عملية الثصل، حيث يلزم عدد قيل من الطوابق، وبالتالي يكون التصميم النهائي للبرج لا يتأثر كثيرا من وجهة تكلفة البناء إذا حدث خطا في تقدير معدل alpha المستخدمة في الحساب. وعلى هذا الأساس، فيمكن أخد المقدار الصغير (أي المقدار عند قاع البرج) بدون صعوبة.
يمكن تعديل معادلة فينسك بحيث تستخدم في حالة إعادة سريان كاملة للسائل المقطّر في حالة مخلوط يتكون من أكثر من سائلين.
 كما تساعد معادلة فينسك في حل مسائل استخراج سائل من سائل، حيث يمكن تمثيل نظام الاستخراج بعدة مراحل للتوازن، وبدلا من دراستها على أساس التطاير النسبي للسوائل، تكون دراستها بأخذ الذوبان النسبي في الاعتبار.

## اقرأ أيضا
- تقطير جزئي
- تقطير النفط
- تقطير إتلافي
- تقطير جاف
- تقطير بالبخار